# Talló
Talló es una localidad española del municipio leridano de Bellver de Cerdaña, en la comunidad autónoma de Cataluña.

## Historia
A mediados del siglo XIX, la localidad, ya por entonces perteneciente al término municipal de Bellver, contaba con una población de 45 habitantes. Aparece descrita en el decimocuarto volumen del Diccionario geográfico-estadístico-histórico de España y sus posesiones de Ultramar de Pascual Madoz de la siguiente manera: 

TALLO: ald. en la prov. de Lérida (2S leg.), part. jud. y dióc de Seo de Urgel (3), aud. terr. y c. g. de Barcelona (24), ayunt. de Bellver. sit. en terreno desigual junto al r. Segre; su clima es bastante sano. Tiene 9 casas; igl. anejo de Bellver; cementerio y buenas aguas potables. Confina con pueblos del ayunt. á que pertenece. El terreno participa de monte y llano. Los caminos dirigen á los puntos limítrofes y á Seo de Urgel, de donde se recibe la correspondencia. prod.: trigo, centeno, legumbres, patatas y pastos; cria ganado lanar, caballar, mular y de cerda, todo en corto número. pobl.: 10 vec., 45 alm. contr.: con el ayunt.
(Madoz, 1849, p. 578)

En 2021 la localidad tenía censados 33 habitantes.